# تشارلز أورير
تشارلز أورير (بالإنجليزية: Charles O'Rear)‏ (من مواليد 1941)، ويعرف أيضا باسم تشاك أورير، هو مصور أمريكي اشتهر بصورة النعيم التي أصبحت خلفية نظام التشغيل ويندوز إكس بي وتعتبر الصورة الأكثر مشاهدة في العالم.

## صورة النعيم
التقط تشارلز صورة النعيم عام 1996، ثم اشترتها منه شركة مايكروسوفت، وأصبحة صورة النعيم ثاني أغلى صورة في العالم.

## وصلات خارجية
- موقع تشارلز أوريز
- موقع تشارلز أوريز